# Jane Doe (album)
Jane Doe là album phòng thu thứ tư của ban nhạc metalcore Converge. Nó được phát hành vào ngày 4 tháng 9 năm 2001 qua Equal Vision Records. Album nhận được sự ca ngợi nhiệt liệt, các nhà phê bình tán dương phần lời đậm chất thơ, tốc độ mãnh liệt và phần sản xuất. Đây cũng là một thành công thương mại so với những album trước của Converge, với lượng người theo dõi ngày càng đông từ khi được phát hành; và bìa đĩa trở thành một biểu tượng của Converge cũng như giới metalcore ngầm.

## Khái quát
| “ | Chủ đề của album được sinh ra từ một mối quan hệ tan vỡ và cảm xúc sầu muộn từ sự trải nghiệm đó. - Jacob Bannon | ” |

Bìa đĩa được thiết kế bởi hát chính Jacob Bannon. Hình ảnh này " đã trở thành biểu tượng de facto của Converge". Người phụ nữ trên bìa không dựa trên bất kỳ người mẫu nào. Album chính thức được cho phép pre-order trên cửa hàng web của Deathwish Inc. vào ngày 1 tháng 8 năm 2010.
Tay guitar Kurt Ballou liệt kê Fugazi, The Jesus Lizard và Hoover là nguồn ảnh hưởng lên album.
Jane Doe được thu âm tại Q Division, ngày cạnh phòng thu của James Taylor.

## Tiếp nhận
| Đánh giá chuyên môn | Đánh giá chuyên môn |
| Nguồn đánh giá      | Nguồn đánh giá      |
| Nguồn               | Đánh giá            |
| ------------------- | ------------------- |
| Allmusic            | [ 4 ]               |
| Kerrang!            | [ cần dẫn nguồn ]   |
| Pitchfork Media     | 7.7/10              |
| Sputnikmusic        | [ 6 ]               |
| Stylus Magazine     | A-                  |
| Punknews.org        | [ 8 ]               |
| Lambgoat            | 9/10                |

Jane Doe nhận được đánh giá cao từ các nhà phê bình. Nó được tạp chí Terrorizer chọn làm Album của năm 2001.
Tháng 7, 2007, tạp chí Decibel xếp album ở vị trí số 35 trong "Decibel Hall of Fame", và sau đó còn chọn nó làm album hay nhất thập niên '00s. J. Bennett viết rằng "Jane Doe có cả những cột mốc giai điệu ("Hell to Pay", "Thaw", track chủ đề) và nghịch tai (còn lại), chắc chắn là đĩa metallic hardcore có tính quyết định nhất từ khi Cave In ra mắt Until Your Heart Stops ba năm trước đó", còn Kerrang! phát biểu "sự bùng nổ hoang đại, sự kỹ thuật tàn bạo, cảm súc mãnh liệt và tông màu lạnh lẽo tràn ngập... [Jane Doe là một] sự trải nghiệp tính giác truyền sự sợ hãi..."
Ngày 11 tháng 6 năm 2010, Sputnikmusic chọn Jane Doe là album hay nhất thập kỷ.

## Danh sách track
Tất cả lời bài hát được viết bởi Jacob Bannon; tất cả nhạc phẩm được soạn bởi Converge.
| STT              | Nhan đề                | Thời lượng |
| ---------------- | ---------------------- | ---------- |
| 1.               | "Concubine"            | 1:19       |
| 2.               | "Fault and Fracture"   | 3:05       |
| 3.               | "Distance and Meaning" | 4:18       |
| 4.               | "Hell to Pay"          | 4:32       |
| 5.               | "Homewrecker"          | 3:51       |
| 6.               | "The Broken Vow"       | 2:13       |
| 7.               | "Bitter and Then Some" | 1:28       |
| 8.               | "Heaven in Her Arms"   | 4:01       |
| 9.               | "Phoenix in Flight"    | 3:49       |
| 10.              | "Phoenix in Flames"    | 0:42       |
| 11.              | "Thaw"                 | 4:30       |
| 12.              | "Jane Doe"             | 11:34      |
| Tổng thời lượng: | Tổng thời lượng:       | 45:22      |

## Thành phần tham gia
| Converge - Kurt Ballou – guitar, vocal, theremin - Jacob Bannon – vocal - Aaron Dalbec – guitar - Ben Koller – drum kit - Nate Newton – guitar bass, vocal, theremin Nhạc công khác mời - Kevin Baker (The Hope Conspiracy) – vocal nền - Tre McCarthy (Deathwish Inc.) – vocal nền - "Secret C" – vocal nền Bìa đĩa và thiết kế - Atomic! ID – chỉ đạo nghệ thuật và thiết kế (Atomic ID là công ty thiết kế của Jacob Bannon. Chỉ đạo nghệ thuật và thiết kế được ghi cho Bannon trong vinyl tái bản.) | Sản xuất và thu âm - Fred Archambalt – trợ lý thu âm - Kurt Ballou – thu âm, tiền (trước) sản xuất, phối khí - Jacob Bannon – phối khí - Matt Beaudoin – thu âm, phối khí - Mathew Ellard – thu âm, phối khí - Alan Douches – master - Andy Hong – tiền sản xuất - Carl Plaster – kỹ thuật trống - Thu âm tại Q Division, God City và Fort Apache - Phối khí tại Fort Apache - Master tại West West Side |